# Lightbeam

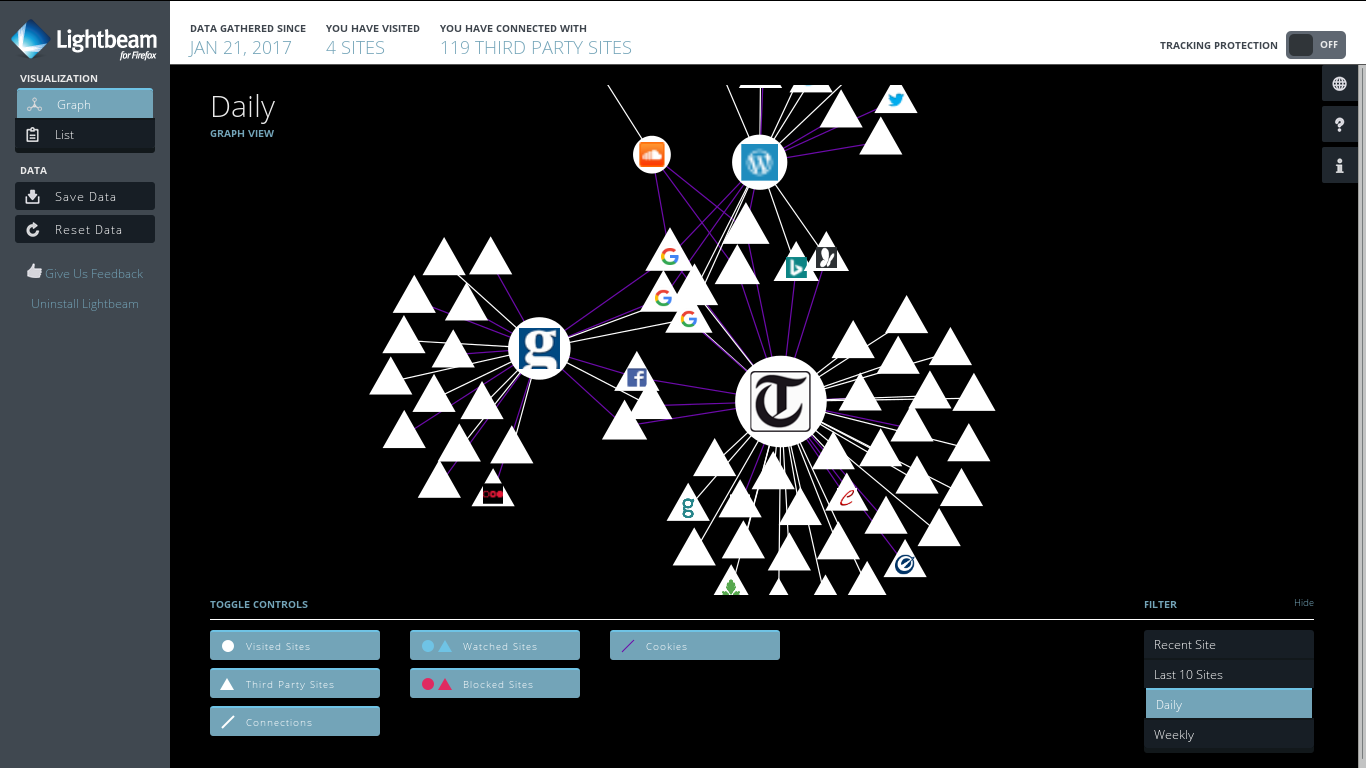
Lightbeam en action
Visualisation du rapport de navigation effectué par l'extension Lightbeam sous Firefox montrant l'interconnexion entre les sites.

Lightbeam (anciennement Collusion) est une ancienne extension libre pour Mozilla Firefox qui permet de visualiser interactivement les requêtes vers les sites tiers ainsi que les cookies déposés par ces derniers avec lesquels l'internaute a interagi. Lightbeam propose une visualisation interactive permettant de voir les relations entre ces sites tiers et les sites visités. Il s’agit donc, d’un outil qui permet de pister les pisteurs. Cette extension détecte uniquement le pistage via les techniques de site tiers et de cookies mais ne prétend pas détecter le pistage dans sa globalité.

## Histoire
Le projet Lightbeam démarre en juillet 2011 sous le nom de Collusion, un projet personnel du développeur Atul Varma de Mozilla. Inspiré par le livre The Filter Bubble, Atul crée un module expérimental pour visualiser les comportements de navigation et la récolte de données sur le Web.
En février 2012, Gary Kovacs (en) alors directeur de Mozilla, présente le module Collusion lors d'une conférence TED à propos du traçage de la navigation.
En septembre 2012, Mozilla rejoint des étudiants de l'Emily Carr University of Art and Design pour développer et implémenter des visualisations pour le module. Avec notamment le soutien de la Ford Foundation et du Conseil de recherches en sciences naturelles et en génie du Canada, le projet Collusion esr ré-imaginé, et Lightbeam lancé à l'automne 2013.
En octobre 2019, Mozilla met fin au support de cette extension, au profit de rapport de pistage intégré à partir de la version 70 de Firefox. Cependant, Lightbeam est en cours de développement et est toujours disponible en tant que module complémentaire Firefox.